# Лиман (Вашингтон)
Вижте пояснителната страница за други значения на Лиман.
Лиман (на английски: Lyman) е град в окръг Скаджит, щата Вашингтон, САЩ. Лиман е с население от 409 жители (2000) и обща площ от 2 km². Намира се на 29 m надморска височина. ЗИП кодът му е 98263, а телефонният му код е 360.